# Jørgen Petersen
Jørgen Malakias Pavia Samuel Petersen (* 4. September 1918 in Qeqertarsuatsiaat; † 14. April 1991) war ein grönländischer Pastor und Kommunalpolitiker.

## Leben
Jørgen Petersen war der Sohn des Jägers und Landesrats Hans Lars Julius Petersen (1895–1982) und seiner Frau Sofia Maria Ane Hansen (1898–1927). Über seinen Vater war er ein Großneffe von Johan Petersen (1867–1960) und über seine Mutter ein Neffe der Landesräte Hans Hansen (1890–?) und Nikolaj Hansen (1892–1935). Er heiratete am 8. Oktober 1939 Margrethe Beate Katje Thala Berglund (1919–1997). Das Paar bekam acht Kinder, darunter die spätere Bischöfin Sofie Petersen (* 1955).
Jørgen Petersen besuchte Grønlands Seminarium, das er 1938 abschloss. Von 1949 bis 1950 war er an der Hochschule in Haslev eingeschrieben. 1951 wurde er in den Rat der Gemeinde Nuuk gewählt, wo er bis 1953 blieb. Von 1956 bis 1959 war er Gemeinderatsmitglied in der Gemeinde Maniitsoq. Erst 1959 wurde er mit 40 Jahren ordiniert und anschließend als Pastor in Maniitsoq eingesetzt. 1960 wechselte er nach Nanortalik. Von 1962 bis 1963 war er der grönländische Pastor in Dänemark. Von 1963 bis 1967 war er Mitglied des Gemeinderats der Gemeinde Nanortalik und damit de facto Bürgermeister. Von 1963 bis 1964 besuchte er zudem die Hochschule in Løgumkloster und das Pastoralseminar in Kopenhagen. Von 1967 bis 1969 war er ein weiteres Mal Pastor von Nanortalik und anschließend bis 1970 ein zweites Mal grönländischer Pastor in Dänemark. 1970 besuchte er die Pastorenhochschule in Nærum und wurde anschließend Pastor in Qullissat, wo er bis 1972 blieb. Von 1976 bis 1978 war er Pastor in seinem Heimatort Qeqertarsuatsiaat und wechselte anschließend nach Sisimiut, wo er 1983 in Rente ging.
Jørgen Petersen diente mehrfach als Dolmetscher bei Expeditionen. 1937 war er Dolmetscher bei archäologischen Ausgrabungen der Ruinen der Grænlendingar am Ameralik, 1955 bei der Rentierexpedition bei Kangerlussuaq und 1957 für den dänischen Zoologen Christian Vibe in Kangerlussuaq. Von 1963 bis 1969 war er Verwaltungsmitglied der grönländischen Konsumgenossenschaften. Am 10. September 1990 erhielt er den Nersornaat in Silber und starb ein halbes Jahr darauf.